# Deutschland sucht den Superstar/Staffel 16
Die 16. Staffel der deutschen Gesangs-Castingshow Deutschland sucht den Superstar wurde vom 5. Januar bis zum 27. April 2019 von RTL ausgestrahlt. An der Seite von Dieter Bohlen agierten die neuen Juroren Oana Nechiti, Xavier Naidoo und Pietro Lombardi. Wie in den beiden Vorjahren galt das Motto „No Limits“; damit konnten Kandidaten ohne stilistische Einschränkungen am Casting teilnehmen, allerdings galt weiterhin die Altersgrenze von 30 Jahren. Sieger der Staffel wurde Davin Herbrüggen. Er erhielt 100.000 Euro und einen Plattenvertrag mit Universal Music.

## Ablauf
Nach zwölf Casting-Folgen, aufgezeichnet auf dem Drachenfels bei Königswinter, im Seehotel am Kaiserstrand in Lochau und im Hanse Gate Hamburg, ging es für 120 Kandidaten in den Recall nach Ischgl. Sie traten zunächst in 10er-Gruppen auf, die daraus Weitergekommenen dann zu dritt oder zu viert. 20 von ihnen – dazu die vier Gewinner der Goldenen Jury-CDs und die in Staffel 15 wegen einer Erkrankung nicht zum Zuge gekommene Jessica Martins Reis – gelangten in den Thailand-Recall. Als Vocal Coaches begleiteten die ehemaligen Kandidaten Juliette Schoppmann und Prince Damien die Recalls. Zehn der Kandidaten konnten sich für die Liveshows qualifizieren. Es gab insgesamt vier Liveshows, im letzten der vier, dem Finale, waren noch vier Kandidaten übrig, die um den Sieg kämpften.

## Thailand-Recall
Im Nationalpark Khao Sok bildeten die Kandidaten zum Auftakt acht fast ausschließlich gleichgeschlechtliche Gesangsterzette, in der darauffolgenden Folge wurden der Jury zehn fast ausschließlich gemischtgeschlechtliche Duette vorgetragen. Sechs Trios sangen in der dritten Auslandsfolge in Khao Lak. In der vierten Auslandsfolge hatten die letzten 16 Kandidaten wie in der Staffel zuvor in acht gleichgeschlechtlichen Gesangsduellen anzutreten, deren Verlierer ausscheiden sollten, während die Gewinner für das Bestreiten der Mottoshows vorgesehen waren. Die Jury hielt sich nicht an dieses Reglement und ließ viermal beide Duellanten weiter und zweimal keinen von ihnen, so dass wie in den meisten Staffeln zuvor wieder zehn Superstaraspiranten in den Mottoshows starteten.
| Kandidat, Alter        | Kandidat, Alter | Wohnort       | Anmerkungen, Beruf | Ausgeschieden in                       |
| ---------------------- | --------------- | ------------- | --- | -------------------------------------- |
| Davin Herbrüggen       | 20              | Oberhausen    | Sieger der Staffel, Altenpfleger | –                                      |
| Alicia-Awa Beissert    | 21              | Bochum        | Goldene CD von Oana Nechiti, Teilnehmerin bei The Voice of Germany 2015, mütterliche Wurzeln in Burkina Faso und Mali, Studentin (Psychologie) | Finale                                 |
| Joana Kesenci          | 17              | Gronau        | Aramäerin, türkeistämmig, Jahrespraktikantin am St.-Antonius-Hospital Gronau                                                                   | Finale                                 |
| Nick Ferretti          | 29              | Palma         | Neuseeländer, Musiker | Finale                                 |
| Clarissa Schöppe       | 19              | Buckow        | Abiturientin 2018 | Mottoshow 3                            |
| Taylor Luc Jacobs      | 23              | Kiel          | Goldene CD von Dieter Bohlen, aus Australien stammend, Musiker                                                                                 | Mottoshow 3                            |
| Jonas Weisser          | 18              | Villingendorf | Schüler | Mottoshow 2                            |
| Mohamed „Momo“ Chahine | 22              | Herne         | libanesische Wurzeln, Auszubildender (Chemikant)                                                                                               | Mottoshow 2                            |
| Angelina Mazzamurro    | 21              | Erwitte       | italienische Wurzeln väterlicherseits, Friseurin und Kellnerin                                                                                 | Mottoshow 1                            |
| Lukas Kepser           | 24              | Kranenburg    | Recall-Teilnehmer bei DSDS 2012, Student (BWL) und Tennistrainer                                                                               | Mottoshow 1                            |
| Antonia „Toni“ Komljen | 21              | Hamburg       | Halbkroatin, Barkeeperin | Folge 17                               |
| Daniel Böhme           | 25              | Hamburg       | Studienabsolvent (International Businessmanagement)                                                                                            | Folge 17                               |
| Joaquin Parraguez      | 20              | Rees          | Eltern aus Chile, Musiker | Folge 17                               |
| Natali Vrtkovska       | 23              | Neustadt      | mazedonisch-serbischer Abstammung, Kauffrau für Versicherungen und Finanzen                                                                    | Folge 17                               |
| Silvan Seehaase        | 26              | Ammersbek     | Sport- und Fitnessberater | Folge 17                               |
| Sven Schlegler         | 23              | Altrip        | Abfüller | Folge 17                               |
| Jayla Ndoumbé Epoupa   | 17              | Düsseldorf    | Goldene CD von Pietro Lombardi, Schülerin | Folge 16                               |
| Shanice Porkar         | 18              | Ladenburg     | Halbiranerin, Schülerin | Folge 16                               |
| Jessica Baykina        | 18              | Münster       | russischer Herkunft, Make-up Artist | Folge 15                               |
| Philipp Kanjo          | 28              | Höchst        | Musiker | Folge 15                               |
| Ecem Safa              | 22              | Neuhausen     | Türkeistämmige, Studentin (Wirtschaftspsychologie)                                                                                             | Folge 14                               |
| Gianina Fabbricatore   | 26              | Anglikon      | Finalistin bei Popstars 2012, Italienerin, Inkassospezialistin                                                                                 | Folge 14                               |
| Jessica Martins Reis   | 19              | Osnabrück     | Krankheitsbedingter Verzicht auf den Auslands-Recall im Vorjahr, portugiesischer Herkunft, Telefonische Kundenberaterin und Tanzanimateurin    | Folge 14                               |
| Kamilla Asadullina     | 19              | Aystetten     | Russin, Abiturientin | Folge 14                               |
| Luisa José             | 18              | Dottikon      | Goldene CD von Xavier Naidoo, Angolanerin, Auszubildende (Kauffrau)                                                                            | Ermangelung eines gültigen Reisepasses |

## Mottoshows

### Kandidaten
| Platz | Kandidat            | Alter | Ausgeschieden am   | Motto         |
| ----- | ------------------- | ----- | ------------------ | ------------- |
| 1.    | Davin Herbrüggen    | 20    | –                  | –             |
| 2.    | Nick Ferretti       | 29    | 27. April (Finale) | –             |
| 3.    | Joana Kesenci       | 17    | 27. April (Finale) | –             |
| 4.    | Alicia-Awa Beissert | 21    | 27. April (Finale) | –             |
| 5.    | Taylor Luc Jacobs   | 23    | 20. April          | Magic Moments |
| 6.    | Clarissa Schöppe    | 19    | 20. April          | Magic Moments |
| 7.    | Momo Chahine        | 22    | 13. April          | Retro-Hits    |
| 8.    | Jonas Weisser       | 18    | 13. April          | Retro-Hits    |
| 9.    | Lukas Kepser        | 24    | 6. April           | Chartbreaker  |
| 10.   | Angelina Mazzamurro | 21    | 6. April           | Chartbreaker  |

### Resultate
| Platz | Erste Mottoshow 6. April Chartbreaker | Zweite Mottoshow 13. April Retro-Hits | Dritte Mottoshow 20. April Magic Moments | Finale 27. April (Beliebiger Song und Finalsong) |
| ----- | ------------------------------------- | ------------------------------------- | ---------------------------------------- | ------------------------------------------------ |
| 1     | Nick 18,99 %                          | Nick 20,71 %                          | Nick 29,00 %                             | Davin 44,03 %                                    |
| 2     | Joana 16,77 %                         | Joana 18,41 %                         | Davin 21,94 %                            | Nick 29,46 %                                     |
| 3     | Taylor 12,19 %                        | Davin 15,09 %                         | Joana 19,82 %                            | Joana 18,77 %                                    |
| 4     | Clarissa 10,78 %                      | Taylor 13,02 %                        | Alicia 10,81 %                           | Alicia 07,74 %                                   |
| 5     | Jonas 09,22 %                         | Alicia 10,30 %                        | Taylor 09,60 %                           |                                                  |
| 6     | Davin 09,14 %                         | Clarissa 09,21 %                      | Clarissa 08,83 %                         |                                                  |
| 7     | Alicia 06,47 %                        | Momo 06,87 %                          |                                          |                                                  |
| 8     | Momo 06,15 %                          | Jonas 06,39 %                         |                                          |                                                  |
| 9     | Lukas 05,31 %                         |                                       |                                          |                                                  |
| 10    | Angelina 04,89 %                      |                                       |                                          |                                                  |

### Erste Mottoshow
Die erste Liveshow am 6. April 2019 unter dem Motto Chartbreaker eröffneten die Kandidaten gemeinsam mit We Have a Dream, in der Mitte der Sendung traten sie mit Cherry Lady von Capital Bra erneut auf.
| Start- platz | Kandidat               | Lied Originalinterpret            | Ergebnis      | Platzierung Anrufer (%) |
| ------------ | ---------------------- | --------------------------------- | ------------- | ----------------------- |
| 1            | Davin Herbrüggen       | It's My Life – Bon Jovi           | Weiter        | 6 0(9,14 %)             |
| 2            | Joana Kesenci          | Wrecking Ball – Miley Cyrus       | Weiter        | 2 (16,77 %)             |
| 3            | Lukas Kepser           | Happier – Marshmello ft. Bastille | Ausgeschieden | 9 0(5,31 %)             |
| 4            | Nick Ferretti          | Thinking Out Loud – Ed Sheeran    | Weiter        | 1 (18,99 %)             |
| 5            | Alicia-Awa Beissert    | Crazy in Love – Beyoncé           | Weiter        | 7 0(6,47 %)             |
| 6            | Jonas Weisser          | 80 Millionen – Max Giesinger      | Weiter        | 5 0(9,22 %)             |
| 7            | Angelina Mazzamurro    | Your Song – Rita Ora              | Ausgeschieden | 10 (4,98 %)             |
| 8            | Mohamed „Momo“ Chahine | Mein Stern – Ayman                | Weiter        | 8 0(6,15 %)             |
| 9            | Clarissa Schöppe       | Shake It Off – Taylor Swift       | Weiter        | 4 (10,78 %)             |
| 10           | Taylor Luc Jacobs      | Halt mich – Herbert Grönemeyer    | Weiter        | 3 (12,19 %)             |

### Zweite Mottoshow
Das Motto der zweiten Liveshow am 13. April lautete Retro-Hits. Die Sendung wurde mit einem Running Gag aus Zurück in die Zukunft eröffnet. Dieter Bohlen und Xavier Naidoo fuhren bei der Eröffnungsszene in einer DeLorean-Zeitmaschine auf die Bühne.
| Start- platz | Kandidat               | Lied Originalinterpret                    | Ergebnis      | Platzierung Anrufer (%) |
| ------------ | ---------------------- | ----------------------------------------- | ------------- | ----------------------- |
| 1            | Jonas Weisser          | Relight My Fire – Take That / Dan Hartman | Ausgeschieden | 8 0(6,39 %)             |
| 2            | Clarissa Schöppe       | Jolene – Dolly Parton                     | Weiter        | 6 0(9,21 %)             |
| 3            | Mohamed „Momo“ Chahine | Fresh – Kool & the Gang                   | Ausgeschieden | 7 0(6,87 %)             |
| 4            | Alicia-Awa Beissert    | It’s Raining Men – The Weather Girls      | Weiter        | 5 (10,30 %)             |
| 5            | Taylor Luc Jacobs      | Freiheit – Marius Müller-Westernhagen     | Weiter        | 4 (13,02 %)             |
| 6            | Joana Kesenci          | Wannabe – Spice Girls                     | Weiter        | 2 (18,41 %)             |
| 7            | Davin Herbrüggen       | Summer of ’69 – Bryan Adams               | Weiter        | 3 (15,09 %)             |
| 8            | Nick Ferretti          | Dancing in the Dark – Bruce Springsteen   | Weiter        | 1 (20,71 %)             |

### Dritte Mottoshow
Das Motto der dritten Liveshow am 20. April war Magic Moments. Zunächst traten die sechs Kandidaten einzeln auf, dann sangen sie Duette. Nach den Auftritten der Kandidaten präsentierte Xavier Naidoo sein neues Lied Ich danke allen Menschen. Des Weiteren verkündete Dieter Bohlen, dass die aktuelle Jury für die nächste Staffel bestehen bleibt.
| Start- plätze | Kandidat            | Lied Originalinterpret                                                                             | Duetttitel Originalinterpret                                         | Ergebnis      | Platzierung Anrufer (%) |
| ------------- | ------------------- | -------------------------------------------------------------------------------------------------- | -------------------------------------------------------------------- | ------------- | ----------------------- |
| 1,9           | Alicia-Awa Beissert | Dream a Little Dream of Me – The Mamas and the Papas / Ozzie Nelson                                | Beauty and the Beast – Ariana Grande & John Legend / Angela Lansbury | Weiter        | 4 (10,81 %)             |
| 5,9           | Davin Herbrüggen    | A Kind of Magic – Queen                                                                            | Beauty and the Beast – Ariana Grande & John Legend / Angela Lansbury | Weiter        | 2 (21,94 %)             |
| 3,8           | Taylor Luc Jacobs   | Starlight Express – aus Starlight Express                                                          | Ein Traum wird wahr – Aladdin und Jasmin in Aladdin                  | Ausgeschieden | 5 0(9,60 %)             |
| 4,8           | Clarissa Schöppe    | Colors of the Wind – Pocahontas in Pocahontas                                                      | Ein Traum wird wahr – Aladdin und Jasmin in Aladdin                  | Ausgeschieden | 6 0(8,83 %)             |
| 2,7           | Nick Ferretti       | Make You Feel My Love – Adele / Bob Dylan                                                          | Shallow – Lady Gaga & Bradley Cooper                                 | Weiter        | 1 (29,00 %)             |
| 6,7           | Joana Kesenci       | Endlich sehe ich das Licht (I See the Light) – Rapunzel und Flynn Rider in Rapunzel – Neu verföhnt | Shallow – Lady Gaga & Bradley Cooper                                 | Weiter        | 3 (19,82 %)             |

### Finale
Zwischen den beiden Gesangsrunden wurde wie in der ersten Mottoshow Cherry Lady gemeinsam von allen Top 10-Kandidaten vorgetragen.
| Start- plätze | Kandidat            | Lied Originalinterpret                          | Finalsong   | Ergebnis | Platzierung Anrufer (%) |
| ------------- | ------------------- | ----------------------------------------------- | ----------- | -------- | ----------------------- |
| 1,5           | Alicia-Awa Beissert | Girl on Fire – Alicia Keys                      | Good Things | Vierte   | 4 0(7,74 %)             |
| 2,6           | Nick Ferretti       | Hallelujah – Leonard Cohen                      | Anyone Else | Zweiter  | 2 (29,46 %)             |
| 3,7           | Joana Kesenci       | Sweet but Psycho – Ava Max                      | Like a Fool | Dritte   | 3 (18,77 %)             |
| 4,8           | Davin Herbrüggen    | (Everything I Do) I Do It for You – Bryan Adams | The River   | Sieger   | 1 (44,03 %)             |

## Quoten
| Folge    | Inhalt der Folge | Erstausstrahlung     | Zuschauerzahl |
| -------- | ---------------- | -------------------- | ------------- |
| Folge 01 | Castings         | Sa, 5. Januar 2019   | 4,38 Mio.     |
| Folge 02 | Castings         | Di, 8. Januar 2019   | 3,84 Mio.     |
| Folge 03 | Castings         | Sa, 12. Januar 2019  | 4,34 Mio.     |
| Folge 04 | Castings         | Di, 15. Januar 2019  | 3,48 Mio.     |
| Folge 05 | Castings         | Sa, 19. Januar 2019  | 4,06 Mio.     |
| Folge 06 | Castings         | Di, 22. Januar 2019  | 4,20 Mio.     |
| Folge 07 | Castings         | Sa, 26. Januar 2019  | 4,45 Mio.     |
| Folge 08 | Castings         | Di, 29. Januar 2019  | 4,14 Mio.     |
| Folge 09 | Castings         | Sa, 2. Februar 2019  | 3,99 Mio.     |
| Folge 10 | Castings         | Sa, 9. Februar 2019  | 4,03 Mio.     |
| Folge 11 | Castings         | Sa, 16. Februar 2019 | 3,76 Mio.     |
| Folge 12 | Castings         | Sa, 23. Februar 2019 | 3,88 Mio.     |
| Folge 13 | Ischgl-Recall    | Sa, 2. März 2019     | 3,92 Mio.     |
| Folge 14 | Thailand-Recall  | Sa, 9. März 2019     | 4,01 Mio.     |
| Folge 15 | Thailand-Recall  | Sa, 16. März 2019    | 3,22 Mio.     |
| Folge 16 | Thailand-Recall  | Sa, 23. März 2019    | 3,70 Mio.     |
| Folge 17 | Thailand-Recall  | Sa, 30. März 2019    | 3,41 Mio.     |
| Folge 18 | Mottoshow 1      | Sa, 6. April 2019    | 3,42 Mio.     |
| Folge 19 | Mottoshow 2      | Sa, 13. April 2019   | 3,31 Mio.     |
| Folge 20 | Mottoshow 3      | Sa, 20. April 2019   | 2,52 Mio.     |
| Folge 21 | Finale           | Sa, 27. April 2019   | 3,48 Mio.     |